# باشگاه فوتبال دپورتیوو اماتیتلان
دپورتیوو اماتیتلان یک باشگاه فوتبال اهل گواتمالا از اماتیتلان، شهرستان گواتمالا است. این تیم در ۳۰ سپتامبر ۱۹۶۲ تأسیس شد و در حال حاضر در دسته دوم گواتمالا بازی می‌کند.